# محسن عبد النبي
اللواء محسن عبد النبي المستشار الحالي لرئيس الجمهورية المصري للإعلام، ومدير مكتب رئيس الجمهورية السابق، والمدير الأسبق لإدارة الشئون المعنوية بالقوات المسلحة المصرية.

## حياته المهنية
تخرج من الكلية الحربية عام 1978، دفعة 71 حربية، حيث تولى جميع الوظائف القيادية في سلاحه، حتى تم تعيينه في منصب نائب مدير إدارة الشئون المعنوية للقوات المسلحة منذ يناير 2012، ثم مديراً لإدارة الشئون المعنوية منذ يناير 2014، حتى تم تعيينه في يوليو 2018 مديراً لمكتب رئيس الجمهورية.

## الأوسمة والأنواط والميداليات
- نوط 25 أبريل 1982.
- ميدالية الخدمة الطويلة والقدوة الحسنة عام 2000.[1]
- نوط الخدمة الممتازة 2009،و نوط التدريب من الطبقة الأولى 2009.[1]
- نوط الواجب العسكري من الطبقة الثانية عام 2010.[1]
- ميدالية اليوبيل الفضي لتحرير سيناء.[1]
- ميدالية اليوبيل الذهبي لثورة 23 يوليو.[1]
- ميدالية اليوبيل الفضي لنصر أكتوبر 1973.[1]
- ميدالية 25 يناير 2012.[1]
- نوط الواجب العسكري الطبقة الثانية 2012.[1]
- نوط الواجب العسكري 2012.[1]
- ميدالية 30 يونيو.[1]